# Kopalnia Piasku Kotlarnia
Kopalnia Piasku KOTLARNIA S.A. (VKM: KPKOT) je polská společnost zabývající se především provozováním nákladní drážní dopravy a těžbou písku. Firma sídlí ve vesnici Kotlarnia v Opolském vojvodství.

## Historie
Společnost vznikla rozdělením někdejšího státního podniku Przedsiębiorstwo Materiałów Podsadzkowych Przemysłu Węglowego na jednotlivé pískové doly. Vedle pískových polí byla do nově ustavené společnosti vložena část železniční tratí slezských pískových drah. Samotné provozování dráhy na této síti bylo od 1. ledna 2004 vyčleněno do dceřiné společnosti Kopalnia Piasku Kotlarnia - Linie Kolejowe.

## Lokomotivní park
Základem lokomotivního parku společnosti jsou šestinápravové motorové lokomotivy typu TEM2 sovětského původu.